# Бурба, Мотеюс
Мотеюс Бурба (лит. Motiejus Burba; родился 10 августа 2003, Вильнюс) — литовский футболист, нападающий клуба «Жальгирис».

## Клубная карьера
Начал карьеру в футбольной академии «Вильнюс». Впоследствии играл за академию «Жайбас» и «Жальгириетис» в Латвии, а также в Англии, в футбольных академиях «Танбридж Уэллс», «Кристал Пэлас», «Севенокс Таун» и «Лордсвуд». В январе 2020 года подписал контракт с литовским клубом «Жальгирис». 13 июня 2020 года 16-летний игрок дебютировал в основном составе «Жальгириса» в матче литовской А-лиги против «Банги».

## Карьера в сборной
Выступал за сборную Литвы до 17 лет.